# ورقة التراب

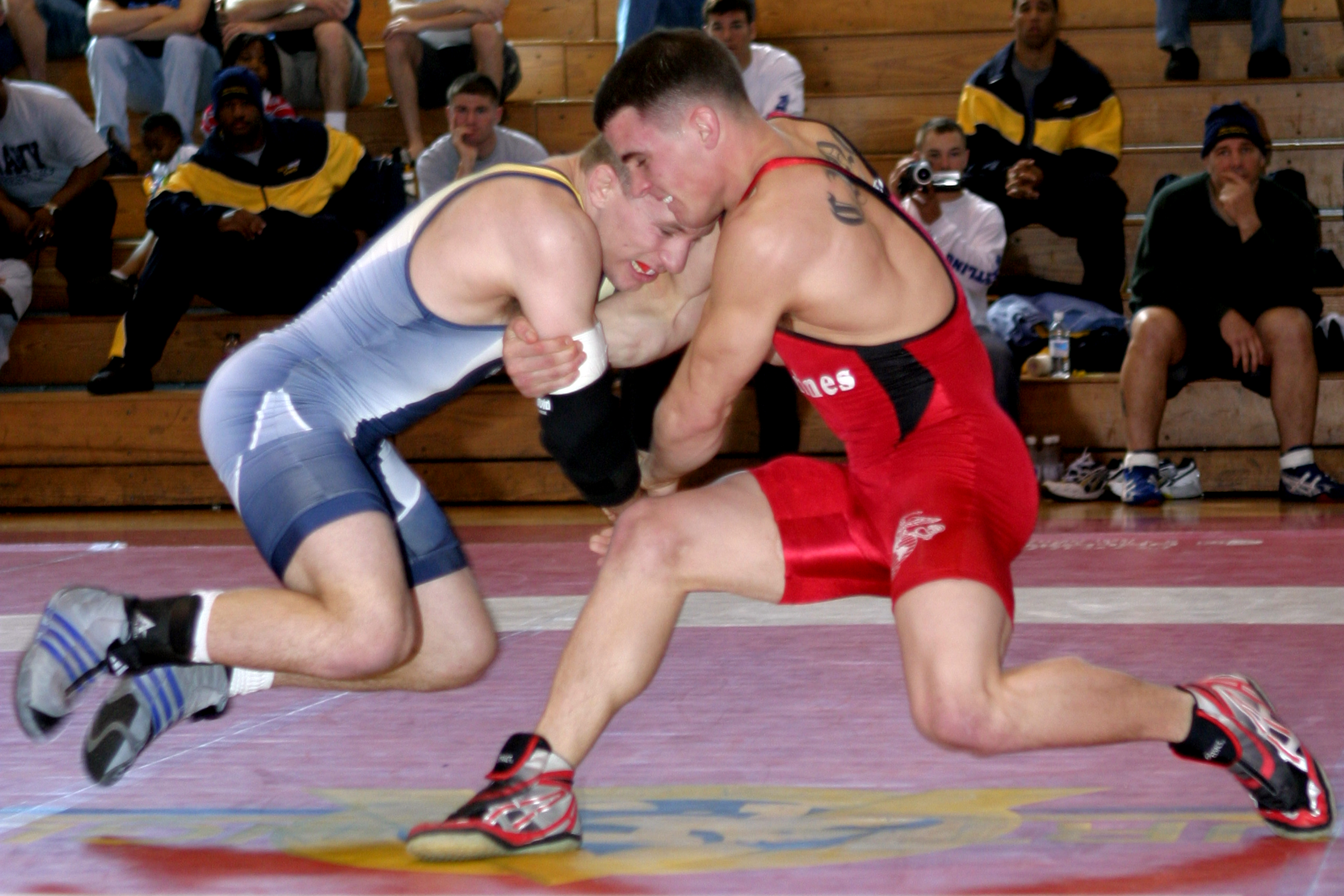
مشهد للمصارعة بين رجلاً

في ثقافة المصارعة المحترفة الناطقة باللغة الإنجليزية، «صحيفة التراب» هي مجلة مصارعة، أو نشرة مصارعة إخبارية أو موقع ويب يغطي المصارعة المحترفة من منظور واقعي بدلاً من التعامل مع الوقائع على أنها حقيقية. . مصطلح آخر يستخدم في بعض الأحيان لهذه المنشورات هو «ورقة خرقة».

## سمعه
استاء العديد من المصارعين في الماضي مما يسمى بـ «الأوساخ الترابية» لأنهم شعروا أنهم دمروا العمل من خلال كسر الكيفاب، أي فضح المصارعة المحترفة على أنها مسرحية. ومع ذلك، يتذكر المصارع من الجيل الثاني بريت هارت أن العديد من المصارعين أنفسهم كانوا قراءًا متحمسين للمجلات في شبابه لأنهم أرادوا أيضًا مواكبة أخبار الكواليس. أيد أشخاص آخرين مثل الصحفيين المصارعة أن هذا كان الحال في الماضي. غالبًا ما رأى المصارع ستيف أوستن رسائل إخبارية للمصارعة تمر عبر غرف الخزانة عندما بدأ في الصناعة.. في القرن الحادي والعشرين، لا يزال بعض الناس في الصناعة، مثل فينس روسو، وبروس برايسهارد، وإريك بيشوف، يعتقدون أن مثل هذه المنشورات تؤذي أعمال المصارعة وتفسد أيضًا انغماس المعجبين والتمتع بهم. كتب بعض المصارعين أنفسهم لمواقع الأخبار، على سبيل المثال مات هاردي لـ 411Mania. أنشأ كريس أريحا.موقع الويب الخاص به المسمى Web Is Jericho.

## قائمة المنشورات أو مواقع الويب تعتبر في كثير من الأحيان أوراق التراب
- النشرة الإخبارية للمصارعة المصارعة (WON)، غالبًا ما تعتبر أول «ورقة ترابية» تم إنشاؤها وإدارتها من قبل ديف ميلتزر.[19][20]
- نشرة المصارعة تم إنشاؤها وإدارته بواسطة واد كيلر.[21]
- مصارعة المحترفين، تم إنشاؤها وإدارتها من قبل ديف شيرير.[22][22]
- ورقة المصارعة للمحترفين، تم إنشاؤها وتشغيلها من قبل ريان ساتان.[23][24]
- مصارعة اخبار العالم.[25]